# Рамон де Кампоамор і Кампоосоріо
Рамон Марія де лас Мерседес Перес де Кампоамор і Кампоосоріо (ісп. Ramón de Campoamor y Campoosorio; 24 вересня 1817 — 11 лютого 1901), відомий як Рамон де Кампоамор, — іспанський поет-реаліст і філософ.

## Біографія
Народився в Навії (Астурія) 24 вересня 1817 року. 
Відмовившись від свого початкового наміру вступити до єзуїтського ордену, він вивчав медицину в Мадриді, знайшов себе в політиці як прихильник Поміркованої партії і, обійнявши кілька нижчих посад, став губернатором Кастельон-де-ла-Плана, Аліканте і Валенсії. Кампоамор ототожнював себе з поміркованим лібералізмом свого часу, однаково відкидаючи як революцію, так і реакцію..
Вперше як поет він заявив про себе 1840 року, коли Мадридський ліцей мистецтв і літератури опублікував його збірку ідилічних віршів Ternezas y flores, що відзначалася технічною досконалістю. Його збірка «Відповідь душі» (Ayes del Alma,1842) та «Морально-політичні байки» (Fábulas morales y politicas,1842) підтвердили його репутацію, але не продемонстрували помітного зростання сили чи майстерності. Епічна поема з шістнадцяти катренів «Колон» (1853) не стала більш успішною, ніж зазвичай бувають сучасні епічні твори.. 
Театральні твори Кампоамора, такі як «Палац істини» (El Palacio de la Verdad, 1871), Dies Irae (1873), Честь (El Honor, 1874) і «Людська слава» (Glorias Humanas, 1885), є цікавими експериментами; але їм бракує драматичного духу. Він завжди виявляв гострий інтерес до метафізичних і філософських питань і визначив свою позицію у працях «Філософія права» (1846), «Персоналізм, спроби філософії» (1855), «Метафізика очищає, виправляє і надає пишноти мові.» (1862), «Абсолют» (1865) та «Ідеалогія» (1883). Ці етюди цінні насамперед тим, що втілюють фрагменти саморозкриття, а також тим, що призвели до написання особливих поетичних творів — doloras, humoradas та pequenos, які шанувальники поета вважають новим поетичним жанром. Перша збірка «Долорас» вийшла друком у 1846 році, і відтоді до кожного наступного видання додавалися нові зразки. Важко дати визначення поняття «долора». Один критик описав її як дидактичну, символічну строфу, що поєднує в собі легкість і витонченість епіграми, меланхолію ендехи, лаконічну оповідь балади та філософський намір апології. 

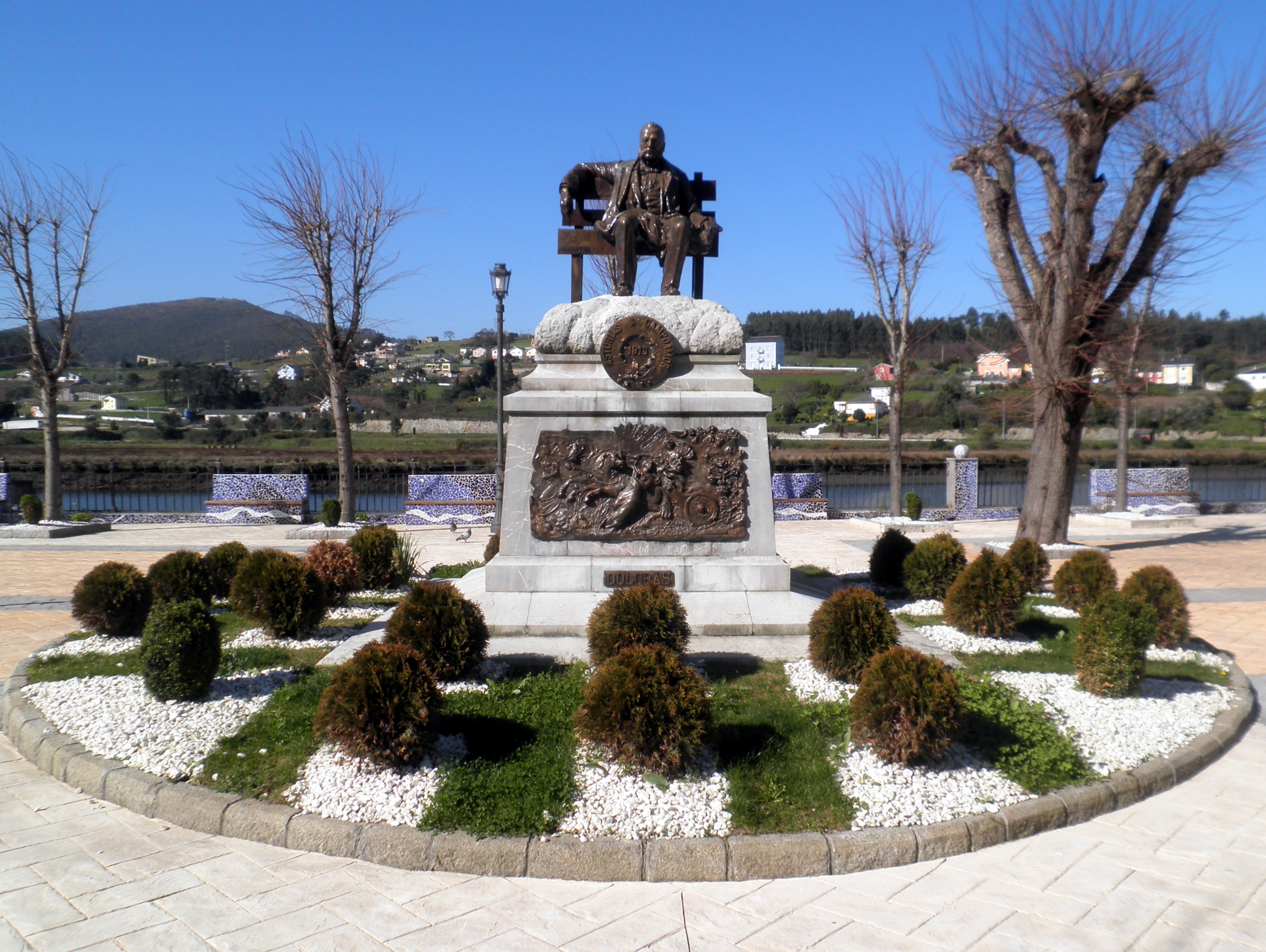
Статуя Рамона де Кампоамора і Кампоосоріо в Навії в Астурії

Сам поет заявляв, що долора — це «драматична гуморада», а « pequeño poema», тобто коротка поема — це долора у більшому масштабі. Ці визначення є незадовільними. Гумористична, філософська епіграма — це давня поетична форма, якій Кампоамор дав нову назву; його винахід не йде далі. Проте годі заперечувати, що в «Долорах» особливий дар іронії, витонченості та пафосу Кампоамора знайшов своє найкраще вираження. Беручи банальну тему, він представляє в чотирьох, восьми або дванадцяти рядках досконалу мініатюру сконденсованої емоції. Вибираючи засоби, він уникав фатального об'єктивізму і надмірності, які привели багатьох іспанських поетів до занепаду. Йому подобалося зачіпати меланхолійні струни, і ця манірність була відтворена його послідовниками. 
Помер у Мадриді 12 лютого 1901 року 